# Benjamin Nelson
Benjamin Nelson (* 11. Februar 1911; † 17. September 1977) war ein US-amerikanischer Soziologe und Ideenhistoriker.

## Leben
Nelson wuchs in einer wohlhabenden Familie auf. Sein Vater war Immobilienmakler, seine Mutter Schriftstellerin, die auf Jiddisch veröffentlichte. Nach dem Besuch des City College – während dieser Zeit arbeitete er im Nebenjob für die New York Times als Predigtberichterstatter – nahm er 1931 ein Promotionsstudium an der Columbia University auf. Er wurde mit einer Arbeit über „The Restitution of Usury“ promoviert. 1945 ging er an die University of Chicago, wo er im „Social Science Program“ unterrichtete. 1948 ging er nach Minnesota, später an die Stony Brook University und die New School for Social Research. Zu seinen Schwerpunktthemen gehörten der Ursprung und die Ausbreitung moderner Denkmuster und Überzeugungen und das Werk Max Webers. In seinem Hauptwerk „The Idea of Usury“ ging er anhand des Zinsverbot-Themas der Frage nach, wann und unter welchen Umständen Menschen Andere als ihresgleichen betrachten.
Er war Gründungsmitglied und Vizepräsident der „Society for the Scientific Study of Religion“ und Präsident der „International Society for the Comparative Study of Civilizations“.

## Werke
- On the Roads to Modernity: Conscience, Science, and Civilizations: Selected Writings, Totowa 1981
- The Idea of Usury. From Tribal Brotherhood to Universal Otherhood (1949); 2., erweiterte Auflage Chicago 1969
- Der Ursprung der Moderne, Frankfurt/M.1977 (mit ausführlicher Bibliografie)
- Bibliografie der Werke Nelsons